# 冯家昇
冯家昇（1904年8月16日—1970年4月4日），字伯平，山西省孝义县（今孝义市）石像村人，中国历史学家、语言学家。被学术界列为“辽史三大家”之首，另两位是傅乐焕和陈述。妻子张秀龄是绘画家。

## 生平
七岁入学于石像村私塾，同年丧母。小学毕业后，入学山西省汾阳县河汾中学，因家贫辍学，之后返回小学教书谋生。1921年，在舅父的资助下，考入汾阳教会学校铭义中学，或获得学校津贴得以维系生活。次年洗礼为基督教徒。之后因学习优秀，考入燕京大学史学系，因陳垣教授在《史学名著选读》中提及二十四史中唯独辽史研究甚少，冯家昇决定钻研辽史、金史，并专攻满文、蒙古文，並加入了共青團。
1932年毕业获得学士学位，同年9月获得哈佛燕京学社奖学金，进入燕京大学研究生院，师从顾颉刚，从事契丹研究，1934年毕业，之后任教于燕京大学、北京大学、东北大学等校，担任历史系任讲师、北平研究院史学研究会名誉编辑，同时与顾颉刚主编《禹贡》。1937年，应美国国会图书馆的邀请，在該圖書館工作，1939年，到哥伦比亚大学中国历史研究室任研究员，研究辽史，又在该校人类学系进修，学习回鶻文、突厥文。1947年返回中国，任北平研究院史学研究所研究员。国共内战结束后，冯家昇任教于中国科学院考古研究所，担任研究员。
1950年，参加九三学社。1952年，调中央民族学院研究部，任教授。1959年春，第二届全国人大民族委员会组织新疆少数民族社会调查组，由刘格平、冯家昇分别担任正副组长，赶赴新疆，指导当地各少数民族编写历史和方志工作，并亲自参与撰写维吾尔族历史。同年5月，根据中国科学院和苏联科学院的合作计划，他参加了苏联科学院民族学研究所组织的中亚调查队，到了乌兹别克斯坦、塔吉克斯坦、吉尔吉斯斯坦、哈萨克斯坦、土库曼斯坦等加盟共和国和卡拉卡尔帕克自治共和国，往返行程二万六干五百公里。同年中国科学院民族研究所成立，调为研究员，后又兼少数民族社会历史研究室副主任。1964年，被选为第三届全国人民代表大会代表。1970年4月4日，因心脏病发，猝死于北京，享年65岁。

## 學術成就
馮家昇在史學三個領域取得重要學術成就。他早期專注研究東北史地及遼國史，與美國學者魏復古合著《遼代社會史》（History of Chinese Society: Liao (907-1125)），負責第二冊資料匯編，此部份取材廣泛，選擇精嚴，注釋明晰:512。直至20世紀末，此書仍是史學界中最重要的遼史著作，對遼國社會組織、經濟生活、機構制度都有詳細論述。其次，馮家昇考証出中國發明火藥，傳至西方:513，李約瑟推許他為火藥史研究的「先驅」，把歐洲人發明火藥的說法「一掃而光」。此外，馮家昇在美國學習回鹘文，返國後研究回紇文文書，是這領域的開創學者。然而他不諳現代維吾爾語，沒有修過語言學，這方面的成就未能獨當一面:513-514。

## 著作
- 《辽史源流考与辽史初校》（1933年）[3]
- 《契丹名号释》（1933年，学士论文）[3]
- 《辽史与金史、新五代史互证举例》（1934年，硕士论文）[3]
- 《辽代社会史》（History of Chinese Society, Liao，与卡尔·魏特夫合著）（1949年）[3]
- 《火药的发明和西传》（1954年，华东人民出版社出版，书中考证火药实为中国传入世界[10][20]）[3]
- 《维吾尔族史料简编》（1952年）[3]
- 《馮家昇論著輯粹》（1987年）